# 大川修
大川 修（おおかわ おさむ、1939年11月29日 -）は、日本の俳優。主に大映映画などで活躍した。

## 来歴・人物
本名James Walker(ジェームズ・ウォーカー)。父親が英日ハーフ、母親が日本人のため本人はクオーターである。東京、池袋生まれ、横浜育ち。
American School in Japan(中目黒)、Saint Joseph College(横浜)のち、大映俳優研究所12期生。大映倒産後、勝プロダクションに所属。現在カリフォルニア州在住。
昭和30年代には大映映画に多数出演、またテレビ番組の『少年ジェット』に出演、敵役を演じている。また、宇津井健主演『ザ・ガードマン』に多数出演。

## 親族
父親は俳優の大川修一(新興キネマ、日活)。本名Hugh Walker(ヒュー・ウォーカー、英国と日本のハーフ)。1909年3月22日生まれ、1970年5月8日没。
第二次世界大戦中は英国籍のため終戦まで日本軍の捕虜にされた。戦後、米軍GHQ、CIDに勤め検閲の仕事をしたのち、Premier Picture Productionを経営。

## 主な作品

### 映画
- 汎鑑（1959年.ホテルのボーイ）
- 野火（1959年.兵隊C）
- 闇を横切れ（1959年.愚連隊B）
- 旅情（1959年　二世の学生）
- 海軍兵学校物語 あゝ江田島（1959年、大学生）
- 川向うの白い道（1959年　吉沢）
- 電話は夕方に鳴る（1959年　四郎）
- 一刀斎は背番号6（1959年　山崎）
- 息子（1959年　犯人）
- 痴人の愛（1960年.中村三郎）
- 銀座のどら猫（1960年.沢田）
- 東京の空の下で（1960年　滑川）
- 犯行現場（1960年　サブ）
- 轢き逃げ族（1960年）
- 銀座のどら猫（1960年　沢田）
- 足にさわった女（1960年）
- 俺の涙は甘くない（1960年　竹岸）
- 三人の顔役（1960年　三平）
- 街の噂も三十五日（1960年）
- 女は抵抗する（1960年　小沢淳）
- 明日から大人だ（1960年　竹やん）
- 恋にいのちを（1961年.男A）
- 強くなる男（1961年）
- 七人のあらくれ（1961年　半沢三曹）
- 幼馴染みというだけさ（1961年　滝三）
- 好色一代男（1961年.早六）
- 命みじかし恋せよ乙女（1961年　早川真吉）
- 泥だらけの拳銃（1961年　ナイフのジミー）
- 新夫婦読本　窓からみないで（1961年）
- 東京おにぎり娘（1961年）
- 女のつり橋（1961年）
- 飛び出した女大名（1961年　新公）
- この青年にご用心（1961年）
- 恋にいのちを（1961年）
- 若い仲間（1961年）
- 妻は告白する（1961年.新聞記者D）
- 若い奴らの階段（1961年）
- うるさい妹たち（1962年.シロオ）
- 黒蜥蜴（1962年.用心棒）
- やくざの勲章（1962年　ジミー）
- 風神雷神（1962年　吉井）
- 瘋癲老人日記（1962年　田端）
- すてきな16才（1962年　中沢純）
- 仲よし音頭　日本一だよ（1962年　司会者）
- 熱砂の月（1962年　ゲン）
- 家庭の事情（1962年　バーテン）
- 嘘（1963年.岡田）
- わたしを深く埋めて（1963年　松本秀雄）
- 若い樹々（1963年　トモちゃん）
- その結婚異議あり（1963年　池田正雄）
- ぐれん隊純情派（1963年.重夫）
- 犯罪作戦NO.1（1963年　松尾）
- 温泉巡査（1963年　かおりのひも留）
- 風速七十五米（1963年　沢本）
- 海底犯罪NO.1（1964年　黒尾）
- 黒の切り札（1964年　岡）
- 無茶な奴（1964年　サブ）
- 黒の爆走（1964年　加島）
- ごろつき犬（1965年　南沢）
- 鉄砲犬（1965年　松登）
- 牝犬脱走（1965年　大原）
- 学生仁義（1965年　吾八）
- 大怪獣ガメラ（1965年.米軍基地レーダー係）
- 復讐の牙（1965年　健）
- 黒い誘惑（1965年　山根　昭夫）
- 狸穴町0番地（1965年　文吉）
- 雲を呼ぶ講道館（1965年　石井玄将）
- 夜の勲章（1965年　銀八）
- 出獄の盃（1966年　大沢）
- 野良犬（1966年　富沢）
- 貴様と俺（1966年　テツ）
- 銭のとれる男（1966年　バンド員B）
- 破れ証文（1966年　三郎）
- にせ刑事（1967年　北島）
- 残侠の盃（1967年　サブ）
- 勝負犬（1967年　ジャッツー作村）
- 悪魔からの勲章（1967年　ケリー）
- 兵隊やくざ 俺にまかせろ（1967年　滝口）
- 限りある日を愛に生きて（1967年　くずれた大学生）
- 燃えつきた地図（1968年.依頼者の実弟）
- 講道館破門状（1968年.青木）
- 関東女やくざ（1968年　坂口）
- ある女子高校医の記録　妊娠（1968年　ケロヨン）
- 続やくざ坊主（1968年　半助）
- 妖怪大戦争（1968年.大館伊織・伊豆新代官）
- 手錠無用 （1969年.アパッチ役）
- 女賭博師花の切り札（1969年　平井）
- 女賭博師壷くらべ（1970年　矢野五郎）
- 女組長 （1971年　松五郎）
- 新座頭市　破れ！唐人剣（1971年）
- 狐のくれた赤ん坊（1971年.へちまの辰）
- 座頭市御用旅（1972年　伝三）
- サマー・ソルジャー（1972年）

### テレビ
- 少年ジェット（フジテレビ、1959年 - 1960年 レッドベア）
- ザ・ガードマン（TBS）

第72話「暗殺指令」（1966年）
第150話「南海の死闘」（1968年）
第227話「怪談・霧の夜は殺人鬼が笑う」（1969年）
第267話「幽霊船死の海を行く」（1970年）
第279話「未亡人に招かれた男」（1970年）
第283話「復讐鬼白昼の大脱走」（1970年）
第290話「荒野の大列車襲撃」（1970年）
第293話「逃げろ!妻からの殺人指令」（1970年）
- 秘密指令883（大映テレビ室 / フジテレビ）
  - 第3話「聖徳太子が二人いた」（1967年）
  - 第8話「富士への追跡」（1967年）
  - 第12話「初陽が海にもえるとき」（1968年）

- 「新・座頭市 夢の旅」（第3シリーズ第26話、1979年）[1][2]